# Peter De Cat
Peter De Cat (né en 1974) est un astronome belge.

## Biographie
Il obtient un doctorat en astronomie en 2001 à la Katholieke Universiteit Leuven.
Le Centre des planètes mineures le crédite de la découverte de vingt-sept astéroïdes, effectuée entre 2003 et 2009, dont certains avec la collaboration d'Eric Walter Elst (2 co-découvertes) et de Thierry Pauwels (4 co-découvertes).
| (134160) Pluis         | 16 janvier 2005   |
| (152299) Vanautgaerden | 11 octobre 2005   |
| (154714) de Schepper   | 6 juin 2004       |
| (164130) Jonckheere    | 18 décembre 2003  |
| (170879) Verbeeckje    | 7 juin 2004       |
| (215809) Hugoschwarz   | 14 septembre 2004 |
| (276681) Loremaes      | 18 décembre 2003  |
| (303909) Tomknops      | 11 octobre 2005   |
| (310273) Paulsmeyers   | 8 septembre 2004  |
| (315579) Vandersyppe   | 10 février 2008   |
| (316028) Patrickwils   | 31 mars 2009      |
| (330455) Anbrysse      | 9 novembre 2005   |
| (340071) Vanmunster    | 5 novembre 2005   |
| (358675) Bente         | 16 décembre 2007  |
| (390848) Veerle        | 8 septembre 2004  |
| (552708) Ödmangovender | 17 octobre 2006   |